# Diourbel (regio)
Diourbel is een westelijk gelegen regio van Senegal. Diourbel heeft een oppervlakte van 4359 km² en telde tijdens de census van 2002 1.049.954 inwoners. De hoofdstad van de regio is het gelijknamige Diourbel. De regio Diourbel komt ruwweg overeen met het vroegere Wolof-Koninkrijk Baol. In 1976 werd de regio Louga afgesplitst van Diourbel.

## Geografie
Diourbel is volledig omsloten door drie andere regio's van Senegal:
- Louga in het noordoosten.
- Fatick in het oosten en het zuiden.
- Thiès in het westen en het noordwesten.

Diourbel heeft een lang droog seizoen tussen november en mei. De gemiddelde temperatuur is het laagst in januari (25,5° C) en het hoogst in juni (30,6° C).

## Departementen
De regio is onderverdeeld in drie departementen:
- Bambey
- Diourbel
- Mbacké

Dakar ·
Diourbel ·
Fatick ·
Kaffrine ·
Kaolack ·
Kédougou ·
Kolda ·
Louga ·
Matam ·
Saint-Louis ·
Sédhiou ·
Tambacounda ·
Thiès ·
Ziguinchor